# 글리제 169
글리제 169는 단독성이자, 분광형 K7V의 오렌지색 왜성으로, 지구에서 황소자리 방향으로 37광년 떨어져 있다. 이 별은 우리 태양보다 모든 면에서 더 어둡고 표면 온도가 낮으며 질량도 작다. 겉보기 등급은 8.29로 맨눈으로는 볼 수 없으며 작은 망원경으로 관찰이 가능하다.